# Prohibition (jeu vidéo)
Pour les articles homonymes, voir Prohibition (homonymie).
Prohibition est un jeu vidéo de tir à la première personne développé et édité par la firme Infogrames, et très inspiré du jeu d'arcade Empire City: 1931 (en). Le joueur incarne un mercenaire chargé par la police de New-York de tuer les criminels, qui prolifèrent durant la période de prohibition alors en vigueur aux États-Unis .

## Système de jeu
Le joueur contrôle un viseur, qu'il déplace devant des façades d'immeubles par défilement multidirectionnel à l'aide du clavier ou d'un joystick.
Un compte à rebours égrène les quelques secondes dont dispose le joueur pour localiser sa cible. Si le compte à rebours atteint 0, le joueur est abattu par le bandit. Pour éviter de se faire éliminer, le joueur peut se protéger derrière un obstacle ; mais cette possibilité n'est utilisable qu'un certain nombre de fois.
Pour accélérer la recherche du gangster, des flèches indiquent au joueur s'il doit déplacer le réticule de son arme vers la gauche ou vers la droite. La cible peut se trouver sur un toit, derrière une fenêtre, près d'une palissade, sur les marches d'un escalier, sur un trottoir, dans un bureau, voire derrière un otage (qu'il faut absolument tenter de ne pas toucher).
Le rythme d'une partie est soutenu : dès qu'un gangster est abattu, un autre caché quelque part se tient prêt à tirer... Chaque élimination d'un chef de la pègre rapporte des dollars et permet de passer au niveau supérieur, plus difficile mais basé sur les mêmes principes de jeu.

## Équipe de développement
- Programmation et scénario : Eric Mottet, Pascal Burel, Yves Lamoureux, William Hennebois, Richard Bottet, Najib El Maadani
- Graphismes : Josiane Girard
- Musique : Charles Callet